# Ray Romano

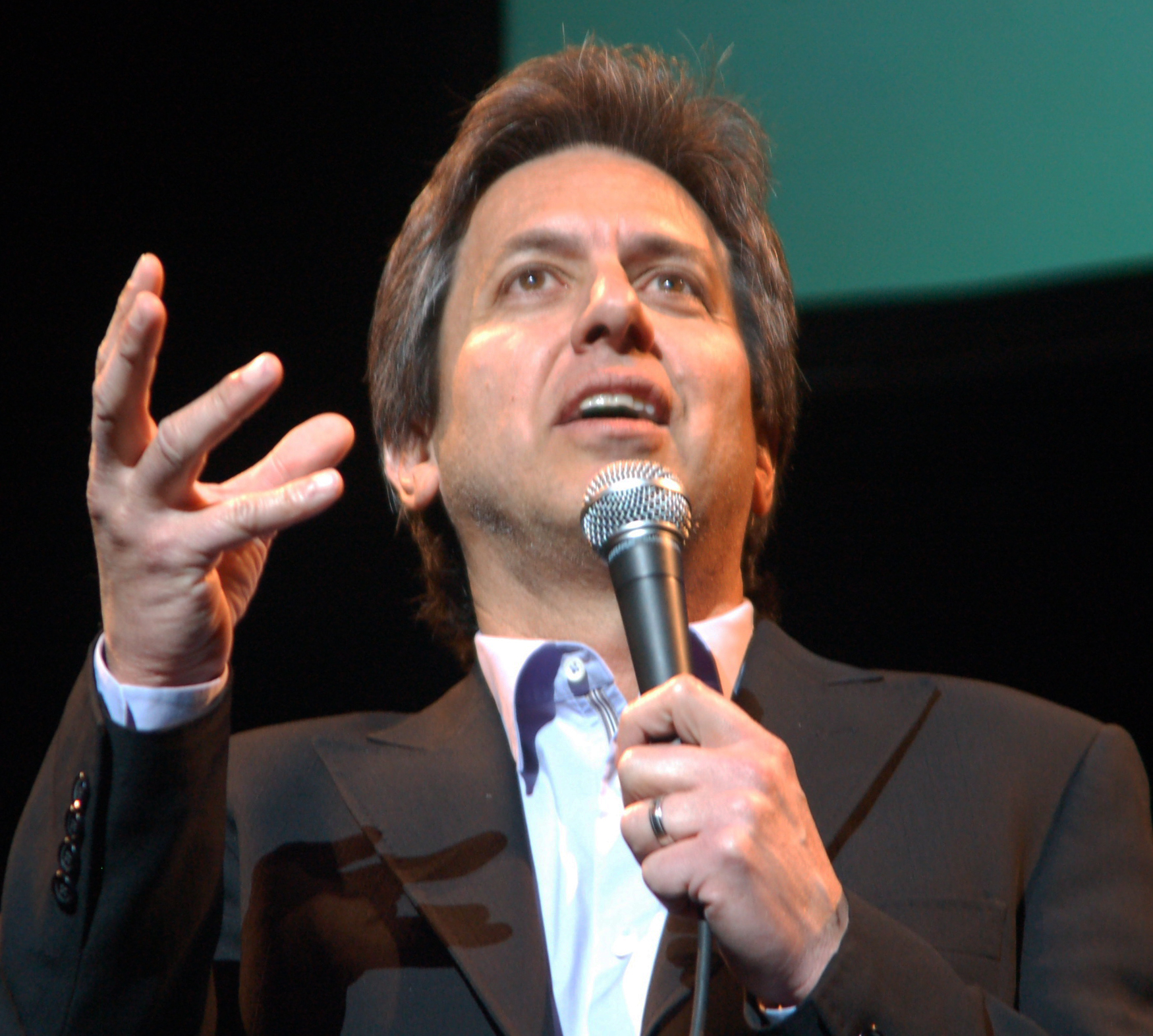
Ray Romano

Raymond Romano (n. 21 decembrie 1957, New York City, New York, SUA) este un actor câștigător al unui premiu Emmy și comedian american. Este cel mai bine cunoscut pentru rolul din sitcom-ul Everybody Loves Raymond.